# Xayndaanle
Xayndaanle (ook: Xaydh Ducato) is een gehucht in het district Oodweyne, regio Togdheer, in de niet-erkende staat Somaliland, en dus formeel gelegen in Somalië.
Xayndaanle bestaat uit een enkel straatje van zo'n 150 m lengte met huisjes aan beide zijden. Het dorp ligt op een savanne-achtige hoogvlakte, ruim 1100 m hoog, en hemelsbreed 63 km ten zuidwesten van de districtshoofdstad Oodweyne en 18,4 km van de grens met Ethiopië bij Bali Ugaadh. Rond het dorp liggen ca. 25 berkads, de meesten vrij klein en omheind. De bevolking in het gebied is veelal nomadisch en leeft van extensieve veeteelt.
Xayndaanle is via zandpaden verbonden met de rest van het district. Dorpen in de buurt zijn Lebi Sagaal (20,6 km), Davegoriale (21,1 km), Ismail Diiriye (8,7 km), Gaas (16,6 km), Bali Siciid (12,4 km), Baraagta Rooble (13,1 km), Wacays Oodane (5,8 km) en Qolqol ka Madoobe (19,9 km).

## Klimaat
Xayndaanle heeft een gemiddelde jaartemperatuur van 23,0 °C; de temperatuurvariatie is gering; de koudste maand is januari (gemiddeld 19,9°); de warmste september (25,2°). Regenval bedraagt jaarlijks ca. 303 mm met april en mei als natste maanden (de zgn. Gu-regens) en een tweede, minder uitgesproken regenseizoen in september-oktober (de zgn. Dayr-regens); het droge seizoen is van december - februari. De regenval kan van jaar tot jaar sterk fluctueren.